# Hertford College

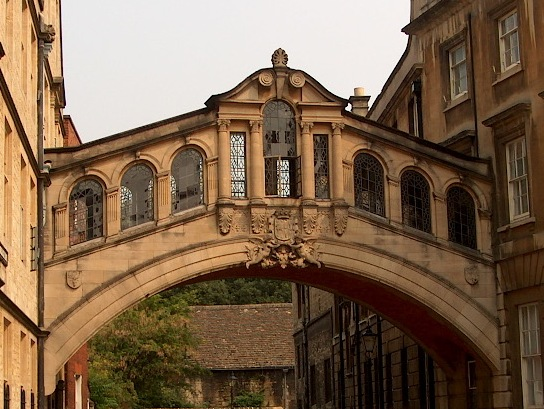
Le pont des Soupirs de Hertford College

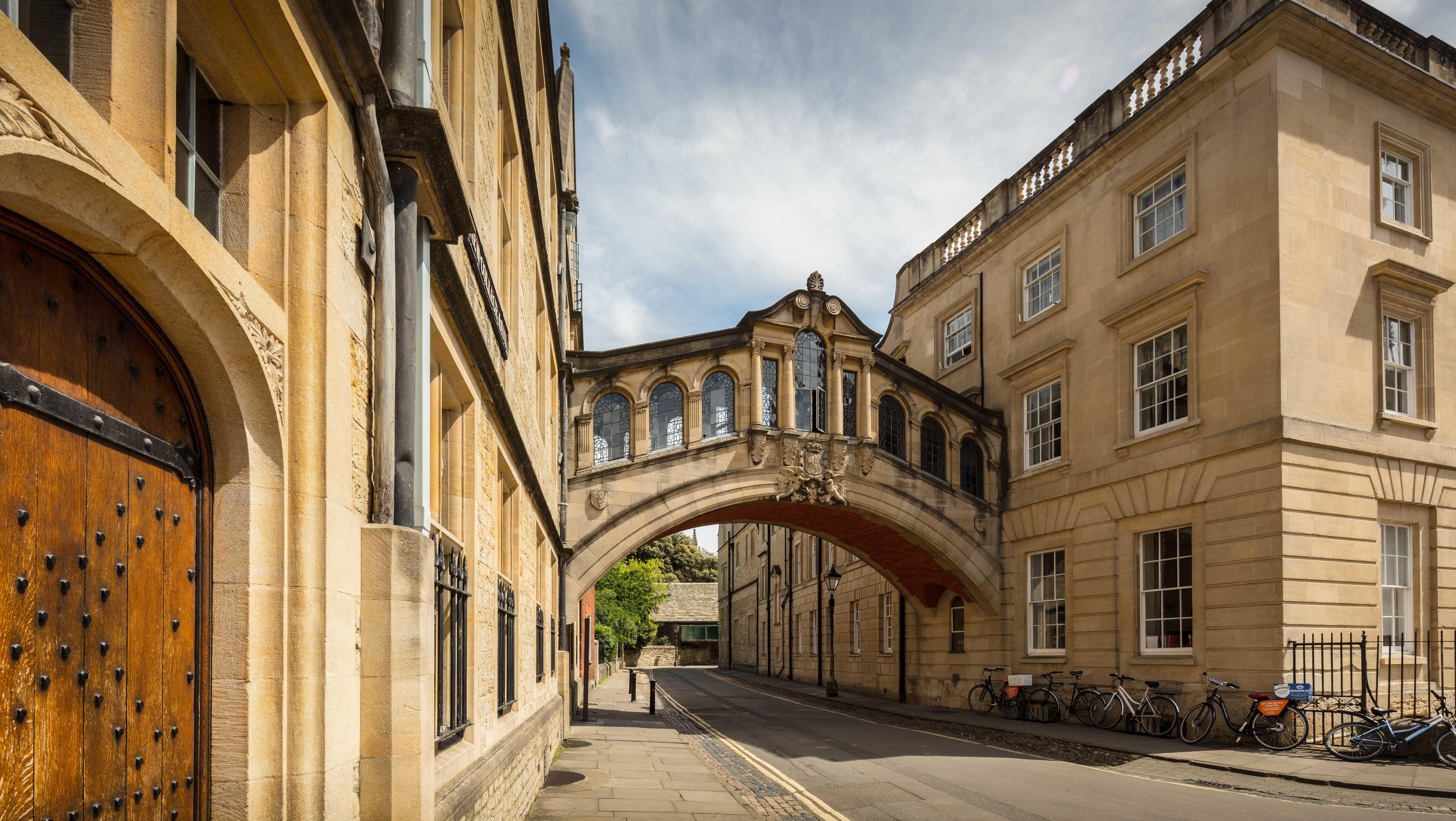
Le pont des Soupirs du Hertford College d'un peu plus loin. Mai 2017.

Hertford College est l'un des établissements constitutifs de l'université d'Oxford. Il se situe dans Catte Street, face à l'entrée principale de la bibliothèque Bodléienne. Ses deux bâtiments sont reliés par le Hertford Bridge, plus connu sous le sobriquet de pont des Soupirs, qui fut dessiné par l'architecte Thomas Graham Jackson.

## Histoire
L'établissement fut fondé en 1282 sous le nom de Hart Hall. Il ne devint Hertford College qu'en 1740.
Parmi ses anciens élèves, on peut citer John Donne, William Tyndale, Thomas Hobbes, Jonathan Swift, Evelyn Waugh et Peter Pears.
La bibliothèque de Hertford, riche de plus de 40 000 volumes, contient notamment une édition originale du Léviathan de Hobbes.